# Diplodira jamaicalis
Diplodira jamaicalis — вид совкових з підродини совок-п'ядунів. Поширені на Ямайці. Належить до монотипового роду Diplodira.